# A Herança de Ana Bolena
Brasil: A Herança de Ana Bolena / Portugal: A Herança Bolena (The Boleyn Inheritance no original) é um livro escrito pela romancista britânica Philippa Gregory.

## Enredo
O livro é narrado em primeira pessoa, do ponto de vista de três mulheres que viveram na Inglaterra Tudor, ou seja, no século XVI, embora a dinastia Tudor tenha governado no século anteriror também. O período da história relatado é o quarto casamento de Henrique VIII, este sendo com Ana de Cleves, uma das narradoras, seguido do divórcio e casamento com Catarina Howard, outra narradora da trama. No meio das intrigas da corte, há a personagem Jane Rochford ou Lady Rochford.